# Masahiro Akimoto (Fußballspieler)
Masahiro Akimoto (jap. 秋元 雅博, Akimoto Masahiro; * 15. April 1979 in der Präfektur Ōita) ist ein ehemaliger japanischer Fußballspieler.

## Karriere
Akimoto erlernte das Fußballspielen in der Jugendmannschaft von Sanfrecce Hiroshima. Seinen ersten Vertrag unterschrieb er 1998 bei den Sanfrecce Hiroshima. Der Verein spielte in der höchsten Liga des Landes, der J1 League. 1999 erreichte er das Finale des Kaiserpokal. Ende 1999 beendete er seine Karriere als Fußballspieler.

## Erfolge
Sanfrecce Hiroshima
- Kaiserpokal

Finalist: 1999